# Балмош, Галина Фёдоровна
Галина Фёдоровна Балмош (рум. Galina Balmoș; род. 24 февраля 1961, с. Плешень, Молдавская ССР, СССР) — молдавский политический и государственный деятель. Министр социальной защиты, семьи и ребёнка Республики Молдова (2007—2009), депутат парламента Республики Молдова (2005—2007, 2009—2019), советник президента Республики Молдова по социальным вопросам (2019—2020).

## Биография
Родилась 24 февраля 1961 года в селе Плешень Кантемирского района Молдавской ССР.
Окончила в 1982 году филологический факультет Кишинёвского государственного университета, затем в 2001 году юридический факультет Молдавского государственного университета. Получила степень лиценциата права. В 2006 году окончила магистратуру Академии государственного управления при Президенте Республики Молдова .
Работала в 1982—1999 годах учителем румынского языка в средней школе в городе Страшены.
В 1999—2003 гг. работала в примэрии города Страшены. Являлась в 2003—2005 гг. секретарём Страшенского районного совета.
Явлалась членом Политисполкома ЦК ПКРМ, председателем Союза женщин Республики Молдова.
По результатам парламентских выборов 2005 года избрана депутатом парламента Республики Молдова от Партии коммунистов Республики Молдова (ПКРМ). В 2007 году передала мандат Владимиру Панфилову в связи с назначением министром социальной защиты, семьи и ребёнка Республики Молдова.
22 января 2007 года президент Республики Молдова Владимир Воронин назначил её министром социальной защиты, семьи и ребёнка Республики Молдова. Перешла в следующее правительство под руководством Зинаиды Гречаный, назначенное президентом Владимиром Ворониным 31 марта 2008 года. Исполняла обязанности до 25 сентября 2009 года, когда было сформировано правительство Владимира Филата.
В 2009 году вернулась в парламент, где представляла ПКРМ. В декабре 2015 года при расколе партии покинула фракцию ПКРМ. 14 депутатов, покинувших фракцию ПКРМ создали свою фракцию, которая поддержала правящую Демократическую партию Молдовы (ДПМ). Это позволило ДПМ и Либеральной партии сформировать правительство Павла Филипа. В 2017 году вступила в ДПМ. Являлась депутатом до парламентских выборов 2019 года. После создания в июне 2019 года правительства Майи Санду был дан ход так называемому делу о депутатах-перебежчиках на основании показаний бывшего депутата от ПКРМ Елены Боднаренко и лидера ПКРМ Владимира Воронина. В феврале 2022 года сотрудники правоохранительных органов Республики Молдова провели обыски у бывших 13 депутатов, после чего пятеро из них были задержаны. Генеральная прокуратура Республики Молдова закрыла дело в январе 2023 года.
В 2019 году президент Республики Молдова Игорь Додон назначил Балмош своим советником по социальным вопросам. Сменила Виорику Думбрэвяну, назначенную министром здравоохранения, труда и социальной защиты Республики Молдова. Президент Игорь Додон уволил всех своих советников в связи с истечением мандата президента в декабре 2020 года.

## Награды
- Медаль «МПА СНГ. 25 лет» (27 марта 2017 года, Межпарламентская ассамблея СНГ) — за заслуги в деле развития и укрепления парламентаризма, за вклад в развитие и совершенствование правовых основ функционирования Содружества Независимых Государств, укрепление международных связей и межпарламентского сотрудничества[8].